# Alberto Ángel Montoya
Alberto Ángel Montoya (Bogotá, 30 de marzo de 1902 —  20 de noviembre de 1970) fue un poeta colombiano conocido como el Maestro del soneto galante. Fue apodado a menudo como el Humphrey Bogart bogotano.
Cultor de un tono romántico trabajado en sonetos magistrales y miembro del grupo de la “generación de Los Nuevos”, un selecto grupo de novelistas, políticos, oradores y poetas que hicieron su presentación con una revista del mismo nombre publicada el 6 de junio de 1925, y, cronológicamente, se encuentran ubicados entre “La Generación del Centenario” y el célebre grupo piedracielista que floreció a finales de los años treinta.
Su vida estuvo dedicada a la poesía de modo exclusivo. Sus diversos libros, entre los cuales se destacan «La vigilia del vino» y «El alba inútil», fueron reunidos en un solo volumen con el título de «Lección de poesía».
Miembro de una muy prestante familia bogotana, gracias a su condición social se dedicó durante toda su vida a deportes como la equitación, el polo y el golf, así como a la tertulia en los clubes bogotanos, la pintura, y la poesía por la que se haría famoso.

## Biografía
Alberto Ángel Montoya nació en el seno de una acaudalada familia aristocrática, sus padres fueron Manuel Antonio Maria Angel Duran y Enriqueta Montoya de la Torre.  El matrimonio tuvo cinco hijos: Alberto, Manuel, Enriqueta, Enrique y Jorge.
- Datos: Q5663724

La infancia de Alberto Ángel Montoya transcurrió entre la urbana Bogotá y los campos de la sabana. Desde edad muy temprana se interesó por los deportes, los caballos, la caza, el vino y las fiestas.
Luego de su agitada juventud, rodeada de un especial modus vivendi, casi exclusivo de las muy pocas familias aristocráticas de la época. En la segunda parte de su vida, que se enmarca principalmente en las décadas de los años 20 y 30, se desarrolla su evolución literaria, su dedicación a la poesía y las artes, en conjunto con su ajetreada vida sentimental y el desempeño en sus principales aficiones deportivas: el polo y la cacería. 
Especialmente destacada fue su afición al polo, deporte que le provocó dos accidentes que derivaron en una progresiva ceguera. El primer accidente fue durante un partido de la Copa Uribe recibiendo un tacazo en un ojo y más tarde se repitió el infortunio con un bolazo en el que se de desprendió la retina. Terminó quedándose ciego a muy temprana edad por haber supuestamente rehusado seguir el consejo de los médicos de dejar el alcohol. Él mismo aseguró que su ceguera se había producido durante la práctica de “la más bella de las aficiones: el juego de polo”.
El final de su vida transcurrió marcado trágicamente por la ceguera y por su retiro en la hacienda llamada “El Corzo”, ubicada en el área de Facatativá, que en la época floreciente de Alberto era denominada “El Versalles de la sabana”, tenía 25 habitaciones, capilla, pesebrera, fanegadas de corralejas y jardines donde su tardía esposa le leía poemas mientras avanzaba su ceguera.
Allí vivió una existencia pasiva únicamente alumbrada por los recuerdos del pasado y las visitas de sus mejores amigos y de sus sobrinos, que le permitieron tener contacto con los principales aconteceres nacionales.  Terminó su existencia en la década del 70, acompañado de su familia y sus entrañables amigos del mundo de la poesía y la literatura.